# Tetra-n-butylammoniumfluoride
Tetra-n-butylammoniumfluoride, doorgaans afgekort tot TBAF, is een quaternair ammoniumzout met als brutoformule (CH3CH2CH2CH2)4N+F−. De verbinding is in de handel verkrijgbaar als het trihydraat of als oplossing in THF. Het is een zeer hygroscopische vaste stof die bijzonder moeilijk te drogen is.

## Toepassingen
In THF-oplossing wordt het doorgaans op laboratoriumschaal gebruikt als bron van fluorideionen in organische oplosmiddelen. Deze worden gebruikt om alcoholen vrij te maken van de silylethers die als beschermende groep aanwezig waren tijdens een deel van de syntheseroute. TBAF wordt ook toegepast als fase-transfer-katalysator en als zwakke base. Als TBAF samen met amiden verhit wordt kan stikstofalkylering optreden.

## Drogen van het trihydraat
Aangezien het fluorideion een zeer sterke waterstofbrugacceptor is, is het vrijwel onmogelijk een het trihydraat volledig te drogen. Verhitting tot 77 °C onder vacuüm leidt tot ontleding van de verbinding in bifluoridezouten. Monsters die werden gedroogd bij 40 °C onder hoge vacuümomstandigheden bevatten nog steeds 10 tot 30 molprocent water en 10 molprocent bifluoride. Het bekomen of bereiden van het anhydraat is chemisch gezien bijzonder interessant, omdat de basiciteit van het fluoride verhoogt met meer dan 20 pKa-eenheden.